# Ctenisodes saginatus
Ctenisodes saginatus är en skalbaggsart som först beskrevs av Thomas Casey 1897.  Ctenisodes saginatus ingår i släktet Ctenisodes och familjen kortvingar. Inga underarter finns listade i Catalogue of Life.